# سیستم چاپ برکلی
سیستم چاپ برکلی (به انگلیسی: Berkeley printing system) یکی از چند معماری استاندارد برای چاپ کردن مستندات در سیستم‌های یونیکس است. این سیستم از ۲٫۱۰بی‌اس‌دی سرچشمه گرفته و مشتقات بی‌اس‌دی یونیکس مانند فری‌بی‌اس‌دی، اوپن‌بی‌اس‌دی، نت‌بی‌اس‌دی و دراگون‌فلای بی‌اس‌دی از آن استفاده می‌کنند. سیستمی که از این معماری چاپ استفاده می‌کند را می‌توان از طریق دستور lpr که رابط اصلی سیستم چاپ است، شناسایی کرد؛ برخلاف سیستم چاپ سیستم ۵ که از دستور lp استفاده می‌کند. دستورهای رایجی که در سیستم چاپ برکلی موجود هستند عبارتند از:
- lpr - دستوری که کاربر از طریق آن می‌تواند فایلی را چاپ کند. رابط کاربری اصلی سیستم چاپ است.
- lpq - کارهای منتظر در صف چاپ را نشان می‌دهد.
- lprm - یک کار را از صف چاپ حذف می‌کند.

برنامه lpd دیمنی است که این برنامه‌ها با آن ارتباط برقرار می‌کنند. این برنامه‌ها از پروتکل دیمن چاپگر خطی پشتیبانی می‌کنند. بنابراین ماشین‌های دیگری که در شبکه قرار دارند، می‌توانند کارهای چاپی خود را به یک صف چاپ در ماشینی که از سیستم چاپ برکلی استفاده می‌کند، ارسال کنند. همچنین از طریق دستورهای رابط کاربری سیستم چاپ برکلی هم می‌توان درخواست چاپ را به ماشینی دیگر بر روی شبکه ارسال کرد.